# Wizardry VII: Crusaders of the Dark Savant
Wizardry VII: Crusaders of the Dark Savant est un jeu vidéo de type dungeon crawler développé et publié par Sir-Tech en 1992. Le jeu est le septième opus de la série Wizardry et le deuxième de la trilogie du Dark Savant qui inclut également Wizardry VI: Bane of the Cosmic Forge et Wizardry 8. À sa sortie, le jeu reçoit un accueil mitigé du magazine Computer Gaming World qui le juge décevant malgré des améliorations par rapport aux précédents titres de la série. Le même journaliste écrit cependant un peu plus tard que c’est un jeu à ne pas manquer, notamment pour les fans de la série, et il est élu jeu vidéo de rôle de l’année par le magazine. D’abord développé pour MS-DOS, il est republié en 1996 sur Microsoft Windows et Macintosh sous le titre Wizardry Gold. Depuis 2013, le jeu est également disponible sur le site GOG.com et la plateforme Steam.